# The Squeaky Wheel
The Squeaky Wheel är en kortvågsradiostation som sänder på frekvensen 5473 kHz och 7009 kHz under dagtid och 3828 kHz nattetid. The Squeakly Wheel upptäcktes år 2000 och från 2000 till 2008 sände stationen ett ljud som liknade ett gnisslande hjul. Från år 2008 ändrades detta och numera är signalen ett ljud med två toner och påminner inte längre om ett gnisslande hjul. Ibland bryts signalen och följs av ett meddelande på ryska.
The Squeaky Wheel har även observerats sända på 3650 kHz, 3815 kHz, 5474 kHz och 5641 kHz.
Den exakta platsen där sändaren är placerad är okänd, men anses ligga nära Rostov-na-Donu, Ryssland. Signalstyrkan är ofta ojämn och är mindre bra i delar av Europa. 

## Syfte
Stationens syfte är officiellt okänd men det anses att Ryska federationens militär styr och äger stationen. Stationen samt signalen liknar andra nummerstationer som finns i Ryssland, som exempelvis The Pip och UVB-76. Dessa stationer anses också användas av Ryska federationens militär.